# Ustavni zakon
Ustavni zakon je akt državnega zbora, ki spremeni posamezne določbe ustave. Ustavni zakon, ki ima za posledico spremembo ustave, mora v Sloveniji sprejeti državni zbor z dvetretjinsko večino vseh poslancev. 
Predlog za sprejetje ustavnega zakona lahko vloži 20 poslancev, vlada ali 30.000 polnoletnih državljanov. 